# Richard Köstner
Die Richard Köstner AG, meist nur Köstner genannt, ist eine familiengeführter Mittelständler bestehend aus neun Standorten mit Hauptsitz in Neustadt an der Aisch. Die Holding ist mit mehr als 500 Mitarbeitern einer der großen Arbeitgeber der Region. Der Geschäftsbetrieb umfasst den Großhandel mit Produkten aus den Bereichen Stahl und Metall, Sanitär und Heizung, Tore, Türen und Antriebe, Haustechnik und Heizung, Dachfenster, Werkzeuge und Maschinen, Garten- und Forsttechnik, Befestigungs- und Sicherheitstechnik, Haushaltswaren und Geschenke sowie Hochzeitstische. Seit Januar 2001 firmiert die Firma Richard Köstner als nicht börsennotierte Aktiengesellschaft und seit 2012 machte das Unternehmen durchgängig Jahresumsätze von mehr als 100 Millionen Euro.

## Geschichte
(Quelle: )

### Gründung und Entwicklung
1934 erwarb der Firmengründer Richard Köstner in Neustadt an der Aisch in der Wilhelmstraße 26 eine Eisen- und Kohlenhandlung mit zwei Angestellten. Nach dem Zweiten Weltkrieg und dadurch erzwungener Pause wurde das Geschäft wieder aufgenommen und rasch vergrößert. So wurde 1959 ein Grundstück in der heutigen Karl-Eibl-Straße aufgekauft. Aus diesem Standort entwickelte sich durch stetige Expansion das heutige Sortiment.
Nach dem frühen Tod des Firmengründers im Jahr 1967 übernahm sein Schwiegersohn Rudolf Teltschik die Geschäftsführung. Er stellte die Firma mit den neuen Sortimentsbereiche Sanitär, Bauelemente und Garten breiter auf.

### Expansion bis heute
1997 trat der Sohn von Rudolf Teltschik, Dr. Norbert Teltschik, in die Geschäftsführung ein. Unter seiner Führung expandierte die Firma zum ersten Mal auch über die Grenzen des Neustädter Landkreises hinaus. So wurde bereits 1998 ein Sanitärgroßhandel in Ansbach übernommen. 2002 wurde dann ein modernes Stahllager in Plauen übernommen, das viele Jahre als rechtlich selbständige GmbH unter der Bezeichnung „Köstner Stahlzentrum“ geführt wurde. Im selben Jahr starb Anni Köstner, die Senior-Chefin und Witwe des Firmengründers, im Alter von 86 Jahren.
2005 wurde der Stahlhandel von Neustadt nach Diespeck in ein neues Lager umgesiedelt. Weitere Standorte mit unterschiedlichen Sortiments-Schwerpunkten befinden sich heute in Bamberg, Eibelstadt, Forchheim, Lichtenfels und Selb.
Derzeit zählt die Richard Köstner AG an ihren 9 Standorten mehr als 500 Mitarbeiter.

## Standorte

### Ansbach
Der Standort in der Welserstraße 18 verfügt über eine Bäderausstellung und bietet alles rund um Haustechnik, Bad und Sanitär.

### Bamberg
In Bamberg gibt es zwei Niederlassungen. Ein Stahlzentrum inklusive Verkaufsbüro in der Hafenstraße 21, das Metall und dessen Aufarbeitung behandelt, und ein weiteres Büro zur Vermarktung von Bauelementen in der Rheinstraße 1b.

### Diespeck
Die Niederlassung in Diespeck in der Bahnhofstraße 4 hat sich auf den Stahl- und Metallhandel spezialisiert, nachdem dort 2005 der Stahlhandel aus Neustadt/Aisch in eine neue Halle umgesiedelt wurde.

### Eibelstadt
In der Brückenstraße 1 in Eibelstadt befindet sich ein Standort, der Bauelemente verkauft.

### Forchheim
In Forchheim ist eine Tochterfirma, die Prechtel GmbH, in der Daimlerstraße 12 ansässig. In ihrem Sortiment befinden sich: Werkzeuge, Maschinen, Schließanlagen, Arbeitsschutz, Eisenwaren und Befestigungstechnik.

### Lichtenfels
Die 2021 übernommene Fuhrmann GmbH hat sich auf Tore, Türen, Antriebe und Zäune spezialisiert. Der Sitz der Tochterfirma befindet sich in der Grünewaldstraße 15/17 in Lichtenfels.

### Neustadt an der Aisch
In Neustadt begann die Geschichte des Unternehmens in der Wilhelmstraße 26 als Eisen- und Kohlehandlung. Nachdem 1959 in der Birkenfelder Straße (heute: Karl-Eibl-Straße) ein Grundstück von 6000 m² erworben wurde, entwickelte sich dieser Standort mit der Zeit zum Hauptstandort der Firma. 1960 entstand dort der erste Teil einer Stahlhalle, die 1972 verlängert wurde. Zuerst wurden sowohl die Niederlassung in der Wilhelmstraße, als auch die in der Karl-Eibl-Straße gleichzeitig ausgebaut, später verlagerte sich der Schwerpunkt der Geschäftstätigkeit, insbesondere der Großhandelsaktivitäten, zunehmend in die letztere. Seit 1995 ist dort ebenso die Verwaltung angesiedelt.
Während die Firma sich aus ihrem Gründungsstandort, der Wilhelmstraße, komplett zurückgezogen hat, lassen sich heutzutage in der Karl-Eibl-Straße 44+48 alle Produkte der Firma, mit Ausnahme des Stahlhandels, finden. Dort baut der Mittelständler derzeit einen neuen Gebäudekomplex, der Verwaltungs und Ausstellungsräume, sowie Lagerfläche beherbergen soll.

### Plauen
Das 2002 in der Straße Leuchtsmühlenweg 40 in Plauen übernommene Stahllager ist bis heute eine der wichtigsten Niederlassungen der Firmengruppe. Neben dem Stahlhandel werden hier auch Bauelemente (Türen und Tore) angeboten.

### Selb
Die MB Stahltechnik GmbH bietet in der Roland-Dorschner-Straße 4 in Selb Stahl an.

## Auszeichnungen

### Unternehmen mit Weitblick
- 2006: verliehen von dem damaligen Bundeswirtschaftsminister Franz Müntefering für die Beschäftigung älterer Mitarbeiter.

### Bayerns Best 50
- 2007: verliehen durch das Bayerische Wirtschaftsministerium für ein überproportionales Umsatzwachstum und einem deutlichen Anstieg der Beschäftigungszahl.
- 2010: verliehen durch das Bayerische Wirtschaftsministerium für ein überproportionales Umsatzwachstum und einem deutlichen Anstieg der Beschäftigungszahl.
- 2013: verliehen durch das Bayerische Wirtschaftsministerium für ein überproportionales Umsatzwachstum und einem deutlichen Anstieg der Beschäftigungszahl.
- 2022: verliehen durch das Bayerische Wirtschaftsministerium für ein überproportionales Umsatzwachstum und einem deutlichen Anstieg der Beschäftigungszahl.

### Europe’s 500
- 2011